# Metanopedias brunneipes
Metanopedias brunneipes är en stekelart som först beskrevs av William Harris Ashmead 1887.  Metanopedias brunneipes ingår i släktet Metanopedias och familjen gallmyggesteklar. Inga underarter finns listade i Catalogue of Life.